# Movimento tecnocratico
Il movimento tecnocratico (in inglese: technocracy movement) è un movimento sociale che sorse agli inizi del XX secolo. La tecnocrazia ebbe un ampio seguito negli Stati Uniti per un breve periodo nei primi anni trenta, quando oscurò molte altre proposte politiche sul modo di affrontare e superare la crisi economica della Grande depressione.: in particolare i tecnocrati proposero di rimpiazzare i politici con scienziati e ingegneri che avessero la giusta preparazione e l'esperienza tecnica per guidare l'economia.

## Storia
I tecnocrati credevano che i politici e gli imprenditori non fossero in grado di affrontare una società industriale in complessa e rapida ascesa. I tecnocrati proposero di rimpiazzare i politici con scienziati e ingegneri che avessero l'esperienza tecnica per guidare l'economia. La filosofia tecnocratica presumeva che l'energia fosse il fattore critico determinante lo sviluppo sociale ed economico. I tecnocrati misurarono il cambiamento sociale in termini fisici: la media di chilocalorie usate al giorno da ciascun individuo. Il denaro sarebbe stato sostituito da certificati energetici, il cui ammontare totale sarebbe stato determinato da l'ammontare totale dell'energia usata per la produzione di beni e servizi.
L'avvento della Grande depressione creò un'apertura per alcune di queste idee radicali come l'ingegneria sociale (social engineering).
Verso la fine del 1932, vari gruppi negli Stati Uniti si autoproclamarono "technocrats" proponendo riforme.
Verso la metà degli anni trenta, l'interesse nella tecnocrazia e nel movimento tecnocratico declinò. La maggior parte degli storici attribuì questo declino all'avvento di Roosevelt e del New Deal, un modo più democratico di mettere in atto e pianificare la ricostruzione per la quale si erano impegnati i tecnocrati. La direzione autoritaria, elitaria e a tratti dai toni semifascisti del movimento tecnocratico contribuì a far fallire il suo fascino come movimento politico.
La nascita e il declino del movimento tecnocratico degli anni trenta è discussa in molti studi, il più importante dei quali è Technocracy and the American Dream: The Technocrat Movement, 1900-1941 scritto da William E. Akin.

## Origini
Il movimento tecnocratico tra le proprie origini dagli ingegneri progressisti dell'inizio del ventesimo secolo, dalle opere di Edward Bellamy e da alcune delle opere tarde di Thorstein Veblen come Engineers And The Price System scritto nel 1921. William H. Smyth, un ingegnere californiano, inventò il termine "tecnocrazia" nel 1919 per descrivere "Il governo del popolo reso effettivo dall'azione dei suoi servitori, gli scienziati e gli ingegneri", e negli anni venti fu utilizzato per descrivere le opere di Thorsten Veblen.
Le prime organizzazioni tecnocratiche si formarono dopo la prima guerra mondiale sia in Europa sia negli Stati Uniti. Negli Stati Uniti tra tali organizzazioni vi erano "The New Machine" di Henry Gantt e "Soviet of Technicians" di Veblen. Queste organizzazioni si estinsero dopo breve tempo ma non prima che Howard Scott pubblicasse una serie di scritti intitolata "Soviet of Technicians".

## Stati Uniti e Canada
Howard Scott è riconosciuto come il "fondatore del movimento tecnocratico": egli istituì la Technical Alliance a New York verso la fine del 1919. I membri dell'Alleanza erano per lo più scienziati e ingegneri. La Technical Alliance iniziò uno studio chiamato Energy Survey of North America, che era pensato per fornire un retroterra scientifico dal quale le idee per una nuova struttura sociale si potessero sviluppare. Il gruppo tuttavia si dissolse nel 1921 e la ricerca non fu completata.
Nel 1932 Scott e altri, interessati al problema dello sviluppo tecnologico e dei cambiamenti da esso apportati alla crescita economica iniziarono a incontrarsi nella città di New York. Le loro idee acquisirono attenzione e venne istituito il "Committee on Technocracy" presso la Columbia University da parte di Howard Scott e Walter Rautenstrauch. Il gruppo comunque fu di breve durata e nel gennaio del 1933 si divise in due gruppi, il "Continental Committee on Technocracy" (guidato da Harold Loeb) e "Technocracy Incorporated" (guidato da Scott).
Il picco dell'interesse nella tecnocrazia si ebbe quindi nei primi anni trenta:
In seguito al discorso radiofonico di Scott, la condanna sia sua sia della tecnocrazia in generale raggiunse l'apice. La stampa e gli uomini d'affari reagirono con il ridicolo e un'ostilità unanime. L'American Engineering Council trattò i tecnocrati in malo modo tacciandoli di "attività poco professionale, dati discutibili e conclusioni poco garantite".
Il movimento Continental Committee on Technocracy cessò di esistere in ottobre del 1936. Technocracy Incorporated continuò tuttavia ad esistere, adottando uniformi rosse e grigie per il proprio staff e una flotta di auto degli stessi colori. Queste caratterizzazioni fecero insospettire sulle reali radici del movimento durante la seconda guerra mondiale, essendo il grigio il colore principale dei nazisti tedeschi. L'organizzazione fu bandita nel Canada per diversi anni, ma il bando fu revocato nel 1943.
Vi furono dei giri di conferenze tra Stati Uniti e Canada nel 1946 e nel 1947 e una corsa motoristica da Los Angeles a Vancouver:
Il 1948 vide un declino nelle attività del movimento assieme a considerevoli dissesti interni. Un fattore centrale che contribuì a tale dissenso fu che "Il sistema economico basato sui prezzi non era collassato, e le predizioni sulla sua fine divenivano sempre più vaghe". Alcune predizioni sul collasso del sistema dei prezzi furono fatte durante la depressione: la prima prevedeva che questo sarebbe crollato nel 1937, la seconda prima del 1940.
Il numero dei membri e le attività declinarono stabilmente negli anni seguenti il 1948, ma alcune attività persistevano, la maggior parte delle quali a Vancouver in Canada e negli Stati Uniti occidentali. Technocracy Incorporated continua a mantenere un sito web e distribuisce newsletter periodiche.

## Europa
In Francia sorsero movimenti che fecero propri alcuni aspetti del governo tecnocratico: il Groupe X-Crise, formato da ex studenti dell'École polytechnique, scuola di ingegneria degli anni trenta, così come Redressement Français, un movimento tecnocratico francese fondato da Ernest Mercier nel 1925. Assieme al belga Henri de Man, X-Crise sosteneva il planismo (planisme) sul liberismo economico. Influenzati dalle teori di Man, i neosocialisti Marcel Déat, Pierre Renaudel, René Belin, e i "neo-Turchi" del Partito Radical-Socialista (Pierre Mendès-France e altri) promossero una "rivoluzione costruttiva" guidata dallo stato. Tali idee influenzarono anche il movimento non-conformista della destra francese.
In Gran Bretagna, Political and Economic Planning, un movimento fondato nel 1931, faceva proprie le teorie del movimento francese riguardo all'intervento economico. In Germania prima della seconda guerra mondiale esistette un movimento tecnocratico basato sul modello di Technocracy Incorporated.
Un movimento tecnocratico esistette anche in Russia: anche questo si basava sugli stessi presupposti del movimento americano.
Alexander Bogdanov ebbe tuttavia la propria concezione di tecnocrazia, e il suo concetto di Tektologia ha alcune similitudini con le idee tecnocratiche. La storia di Bogdanov e i suoi scritti politici presentati da Zenovia Sochor, implicano che egli si aspettava che una rivoluzione contro il capitalismo avrebbe condotto alla società tecnocratica. Il più importante dei bolscevichi non-leninisti fu Alexander Bogdanov.